# Предео изузетних одлика Потамишје
Предео изузетних одлика Потамишје је заштићено подручје на територији града Зрењанина и општина Сечањ, Ковачица и Опово.

## Историјат
Влада Републике Србије је 27. октобар 2023. донела Уредбу о проглашењу Предела изузетних одлика „Потамшје” за природно добро прве категорије – међународног, националног и изузетног значаја.

## Простор
Ово заштићено подручје се простире на површини од 22.633 хектара на територији Зрењанина, Сечња, Ковачице и Опова. Одликују га међусобно повезани мозаик влажних ливада и пашњака, алувијалних шума, старих делова речног тока, одсечених меандара, бара, мезофилних ливада, заслањених ливада и шумо-степа. У оквиру Предела изузетних одлика Потамишје се налази Меморијални комплекс Михајла Пупина.

## Категорија заштићеног подручја
Унутар овог заштићеног подручја успостављају се режими заштите првог, другог и трећег степена, на основу члана 35. Закона о заштити природе.
Режим заштите првог степена се успоставља на укупној површини од 27,14 хектара, режим заштите другог степена на укупној површини од 12.258,39 хектара, а режим заштите трећег степена на укупној површини од 11.074,25 хектара.

## Биљни и животињски свет
Унутар граница овог подручја се налазе два међународно значајна подручја за птице (Important Bird Areas – IBA), као и међународно значајно подручје за биљке (Important Plant Area – IPA).
Станиште је 606 таксона виших биљака, четрдесет и девет врста бескичмењака националног и међународног значаја, четрдесет и две врсте риба, једанаест врста водоземаца, девет врста гмизаваца, 257 врста птица и педесет и осам врста сисара.
Посебно су значајна места гнежђења строго заштићене врсте беле роде јер двадесет и пет процената парова ове врсте у Србији се гнезди у њима. Место су репродукције и сеобе строго заштићених врста птица, посебно колонијалних врста водених птица.